# Оксана Акиншина
Оксана Акиншина (на руски: Оксана Акиньшина) е руска актриса, номинирана за „Европейска филмова награда“ и награда „Ника“. Известни филми с нейно участие са „Лиля завинаги“, „Превъзходството на Борн“, „Вълкодав“ и други.

## Биография
Оксана Акиншина е родена на 19 април 1987 г. в Ленинград (днешен Санкт Петербург), СССР. Баща ѝ Сергей е автомонтьор, майка ѝ Екатерина е счетоводител. Оксана има и една по-млада сестра.
През 2007 г. сключва брак с Дмитри Литвинов, който е изпълнителен директор на PR компанията „Планета Информ“. Двамата имат един син на име Филип – роден през 2009 г. Двойката се развежда през 2010 г. През 2012 г. се омъжва за филмовия продуцент Арчил Геловани, с който имат две деца – момче на име Константин (род. 15 януари 2013 г.) и момиче на име Еми (род. 25 януари 2017 г.).
Преди да стане актриса Акиншина работи като модел.

## Избрана филмография
- „Лиля завинаги“ (2002)
- „Превъзходството на Борн“ (2004)
- „Вълкодав“ (2006)
- „Контета“ (2008)
- „Райски птици“ (2008)
- „СуперБоброви“ (2016)
- „Боен чук“ (2016)
- „СуперБоброви. Народни отмъстители“ (2018)